# SMS Graudenz
Le SMS Graudenz est un croiseur léger de classe Graudenz mis à l'eau en 1913 pour la Kaiserliche Marine. Sa construction commence en 1912 au chantier naval Kaiserliche Werft, à Kiel. Mis en service le 10 août 1914, il intègre la Hochseeflotte en français : « flotte de haute mer ». Il porte le nom de la ville de Grudziądz (en allemand : Graudenz) en Pologne, Le navire est armé d'une batterie principale de douze canons de 105 mm et possède une vitesse maximale de 27,5 nœuds (50,9 km/h).

## Service

### Marine allemande
Il sert d'abord de croiseur de reconnaissance pour les croiseurs de bataille lors du raid sur les villes anglaises de Scarborough, Hartlepool et Whitby le 16 décembre 1914 . il prend part à la bataille du Dogger Bank du 24 janvier 1915 et à la bataille du golfe de Riga en août 1915.
Il est endommagé par une mine et ne peut participer à la bataille du Jutland en mai 1916. Pour le reste de la guerre il est affecté comme leader une flottille de torpilleurs.
Après la fin de la guerre il rejoint la Reichsmarine et est rayé du service le 10 mars 1920.

### Marine italienne
Il est transféré à la Regia Marina au titre des dommages de guerre. Il prend le nom de Ancona et subit une refonte entre 1921 et 1924.
Il est remis en service le 6 mai 1925 comme croiseur éclaireur et il est doté d'un Hydravion Macchi M.7 en 1926. Sa proue et son gaillard sont rallongés entre 1928-29 pour recevoir une catapulte. Il reste en service jusqu'en 1932, puis il est placé en réserve à Tarente. Il est détruit en 1937.

### Source
- (en) Cet article est partiellement ou en totalité issu de l’article de Wikipédia en anglais intitulé « SMS Graudenz » (voir la liste des auteurs).